# El Muronell (Castellar del Vallès)
El Muronell és una muntanya de 619,9 metres que es troba al municipi de Castellar del Vallès, a la comarca del Vallès Occidental.